# تشارلز بايبر
تشارلز بايبر (بالإنجليزية: Charles Piper)‏ هو عالم نبات أمريكي، ولد في 16 يونيو 1867 في فيكتوريا في كندا، وتوفي في 11 فبراير 1926 في واشنطن العاصمة في الولايات المتحدة.